# 레이저 지방 파괴 흡입술
레이저 지방 파괴 흡입술(Laser Lipodestruction) 이란 과거의 지방파괴술이 단순히 카눌라에 의존하는 것에 비하여 1064nm,1340nm 파장의 엔디 야그 레이저(Nd-Yag Laser)를 이용하여 지방과 지방막을 파괴하고 지방을 흡입하는 방식으로 기존의 지방흡입수술에 비하여 출혈과 통증이 적고 콜라겐 합성이 증가 되어 피부의 탄력도를 증진시키는 방법이다. 
1998년 김진왕 교수에 의해 국제동양미용성형외과학회에 처음으로 보고되었다.